# Самуцевич, Олег Болеславович
Оле́г Болесла́вович Самуце́вич (11 июня 1911, Вязьма, Смоленская губерния — 31 октября 1996, Москва) — советский оператор неигрового кино, фронтовой кинооператор в годы Великой Отечественной войны. Заслуженный деятель искусств РСФСР (1988), лауреат Государственной премии имени братьев Васильевых (1964).

## Биография
Родился в Вязьме Смоленской губернии в семье обрусевшего поляка. После окончания операторского факультета Высшего государственного института кинематографии в 1937 году работал оператором на Новосибирской студии хроникально-документальных фильмов. С марта 1941 года — в Московском телевизионном центре. 
В первые месяцы Великой Отечественной войны был начальником пожарной охраны Московского политехнического института. С декабря 1941 года — в Красной армии, на Западном фронте во 2-м отдельном стрелковом батальоне 257-й стрелковой бригады, в звании майора. С 1943 года в составе 1-й Варшавской пехотной дивизии принял участие в ряде фронтовых киносъёмок. Снимал боевые операции по освобождению Варшавы, Люблина, Берлина.
По окончании войны по август 1950 года оставался в ПНР, работал оператором при Главном политическом управлении Войска Польского и на студии «Фильм польский» в Лодзе.
С октября 1950-го — оператор на «Моснаучфильме» (с 1966 года — «Центрнаучфильм») с перерывом, когда работал на Варшавской студии документальных фильмов (апрель 1952 — ноябрь 1954). 
В рецензии на фильм «Фаворский» (1964) умение Самуцевича передать единоборство чёрного с белым небольшой гравюры посредством крупного масштабирования и движения камеры получило высокую оценку:

…кинокамера «восстанавливает» на экране процесс создания давно уже созданного произведения искусства. В работах Фаворского <…> есть своя пластическая логика. В ней закреплён и увековечен процесс возникновения гравюры. И когда кинокамера оператора О. Самуцевича под руководством режиссёра Ф. Тяпкина показывает эту логику во времени, гравюра как бы «заново» рождается на наших глазах. Вот где техника действительно делает чудо!
— Елена Мурина, «Искусство кино» № 8 1964
Помимо фильмов является атором более 400 сюжетов для кинопериодики: «Социалистическая деревня», «Союзкиножурнал», «Хочу всё знать» и другой.
Член Союза кинематографистов СССР (Москва) с 1958 года.
Похоронен на Долгопрудненском кладбище.

### Семья
- Отец — Болеслав Казимирович Самуцевич (1884—1937), врач, заведующий медпунктом в Вязьме; репрессирован в 1937 году[10], приговорён к высшей мере наказания; реабилитирован в 1957 году;
- Мать — Надежда Антоновна (Добронецкая) Самуцевич (1896— ?), лаборантка; репрессирована в 1937 году, приговорена к 10 годам исправительно-трудовых лагерь, где и умерла от туберкулёза; реабилитирована в 1989 году[2].

## Фильмография
- 1938 — На 67-й параллели (совместно с А. Барановым)
- 1944 — Майданек — кладбище Европы (совместно с С. Воглой, А. Форбертом, В. Форбертом, Е. Ефимовым, Р. Карменом, В. Штатландом, А. Софьиным)[11]
- 1945 — Гибель Берлина / Zaglada Berlina (ПНР) (в соавторстве)
- 1945 — На Запад / Na zachod (ПНР) (в соавторстве)
- 1945 — Польский Красный Крест на службе общества / P.C.K. w stužbie społeczeństwa (ПНР)
- 1945 — Польский Красный Крест: работа / P.C.K. Działa (ПНР)
- 1945 — Сражение за Колобжег / Bitwa o Kolobrzeg (ПНР) (в соавторстве)
- 1946 — 600 лет Быдгощу / 600-lecie Bydgoszczy (ПНР)
- 1946 — Грейзер перед судом республики / Greiser przed sadem rzeczpospolitej (ПНР)
- 1946 — Дворец / Palace (ПНР)
- 1946 — Локомотив / Lokomotywa (ПНР)
- 1946 — От Одры до Балтики / Odrą do Baltyku (ПНР)
- 1946 — Самое главное / Sprawa najwazniejsza (ПНР)
- 1947 — 40 дней Вроцлавскому вагонному заводу / 40 dni Wrocławskiej fabryki wagonów (ПНР)
- 1947 — Отель «Полония» / Hotel «Polonia» (ПНР)
- 1947 — Река Одер
- 1947 — Ткачи Лодзи / Wlokiennictwo Lódzkie (ПНР)
- 1948 — Архитектура старого Кракова
- 1948 — Новая деревня / Mloda wies (ПНР)
- 1948 — Письмо / List (ПНР)
- 1949 — В борьбе за мир / W walce o pokoj – zwyciężymy (ПНР) (в соавторстве)
- 1949 — Широкая дорога / Szeroka droga (ПНР)
- 1950 — За мир
- 1950 — Мой город / Moje miasto (ПНР)
- 1950 — Одна из многих / Jedna z wielu (ПНР)
- 1952 — Клянёмся / Slubujemy (ПНР) (совместно с С. Спрудином; лауреат Молодёжного фестиваля в Бухаресте, 1953)[7]
- 1952 — Так управляет кооператив / Tak gospodarują spółdzielcy (ПНР)(совместно с С. Спрудином)
- 1953 — Варшава (1-я премия XIV Международного кинофестиваля в Венеции, 1954)[7]
- 1955 — Дар пустыни
- 1956 — Атомная энергия для мирных целей (в соавторстве)[12]
- 1958 — Тайны мудрого рыболова
- 1959 — Я был спутником Солнца (совместно с Г. Ляховичем)
- 1961 — Знамя партии[13]
- 1962 — Зову живых!
- 1963 — Ленин (последние страницы) (1-я премия среди научно-популярных фильмов 1-го Вкф в Ленинграде, 1964)[14]
- 1963 — Семь веков спустя[15]
- 1964 — История одного поиска[16]
- 1964 — Фаворский (совместно с В. Сивковым)[17]
- 1965 — Дорога с тысячью имён[18]
- 1967 — Гибель Пушкина
- 1967 — Играет Эмиль Гилельс[19]
- 1968 — Скульптор Меркуров[20]
- 1970 — Жаров рассказывает…[21]
- 1971 — Скульптор Николай Томский[22]
- 1972 — Его призвание
- 1972 — Наш инспектор

## Награды и звания
- медаль «За освобождение Варшавы» (1945)[3];
- Серебряный крест Заслуги (ПНР; 29 декабря 1945)[23];
- Крест Храбрых (ПНР; 17 июня 1945)[23];
- медаль «За победу над Германией в Великой Отечественной войне 1941—1945 гг.» (12 марта 1946)[3];
- медаль «За Варшаву 1939—1945» (ПНР; 1 марта 1946)[23];
- медаль «Победы и Свободы» (ПНР; 22 июня 1946)[23];
- лауреат Государственной премии ПНР (29 июля 1950) — за фильм «Широкая дорога» (1949)[23];
- лауреат Государственной премии ПНР (22 июля 1953) — за фильмы — «Варшава — дополнение» и «Клянёмся» (1952)[23];
- Золотой крест Заслуги (ПНР; 22 июля 1954)[23];
- Первая премия XIV МКФ в Венеции (Италия; 1954) за фильм «Варшава — дополнение»[24];
- Ломоносовская премия 1-й степени (1962) за трилогию «Знамя партии» (1961)[7];
- Государственная премия РСФСР имени братьев Васильевых (1964)[7];
- орден Отечественной войны II степени (6 апреля 1985)[25];
- Заслуженный деятель искусств РСФСР (4 мая 1988)[26].

## Комментарии
1. ↑  По свидетельству Владимира Томберга, однокурсника Самуцевича по ВГИКу, повстречавшего его в июле 1944 года при освобождении польского Хелма, с весны 1943 года он примкнул к национальному воинскому соединению, созданному Союзом польских патриотов при помощи Советского правительства, и в мае того же года ставшего дивизией имени Костюшко. Киносъёмочный комплект и плёнка, оказавшиеся в политуправления польской армии, были отданы в ведение Самуцевича, как профессионального оператора[4].